# Tetramesa laothoe
Tetramesa laothoe is een vliesvleugelig insect uit de familie Eurytomidae. De wetenschappelijke naam is voor het eerst geldig gepubliceerd in 1843 door Walker.